# Volcán Jumaytepeque
Volcán Jumaytepeque är en vulkan i Guatemala.   Den ligger i departementet Departamento de Santa Rosa, i den södra delen av landet, 40 km sydost om huvudstaden Guatemala City. Toppen på Volcán Jumaytepeque är 1 831 meter över havet, eller 255 meter över den omgivande terrängen. Bredden vid basen är 4,9 km.
Terrängen runt Volcán Jumaytepeque är huvudsakligen lite bergig. Runt Volcán Jumaytepeque är det ganska tätbefolkat, med 104 invånare per kvadratkilometer. Närmaste större samhälle är Barberena, 12,1 km väster om Volcán Jumaytepeque. I omgivningarna runt Volcán Jumaytepeque växer huvudsakligen savannskog.